# 2002 VC95
2002 VC95, também escrito como 2002 VC95, é um objeto transnetuniano que está localizado no Cinturão de Kuiper, uma região do Sistema Solar. Este corpo celeste é classificado como um provável cubewano. Ele possui uma magnitude absoluta de 8,0 e tem um diâmetro estimado com 111 km.

## Descoberta
2002 VC95 foi descoberto no dia 12 de novembro de 2002, pelos astrônomos R. L. Allen e J. J. Kavelaars.

## Órbita
A órbita de 2002 VC95 tem uma excentricidade de 0,000 e possui um semieixo maior de 46,858 UA. O seu periélio leva o mesmo a uma distância de 46,858 UA em relação ao Sol e seu afélio a 46,858 UA.